# الصديرة
الصديرة قرية سعودية، تتبع محافظة بدر في منطقة المدينة المنورة. تقع بجوار الفقرة، وتبعد حوالي 75 كيلومترًا عن المدينة المنورة.
تتميز القرية بطبيعتها الجبلية وموقعها المرتفع نسبيًا، مما يجعل مناخها معتدلًا صيفًا وباردًا شتاءً. ويحيط بها عدد من الأودية والشعاب التي تكتسي بالخضرة في مواسم الأمطار، ما يمنحها طابعًا طبيعيًا خلابًا.
سكان القرية ينتمون إلى قبائل عربية عريقة، ويعمل معظمهم في الزراعة وتربية المواشي، إلى جانب بعض الأنشطة التجارية البسيطة. تشتهر الصديرة بإنتاج التمور والحبوب، كما تُزرع فيها بعض أنواع الخضروات والفواكه في المواسم المناسبة.
تحتوي القرية على عدد من المرافق الأساسية مثل مدرسة ابتدائية ومسجد، وتربطها بالقرى المجاورة شبكة من الطرق الترابية وبعض الطرق المعبدة. كما تشهد القرية تطورًا تدريجيًا في البنية التحتية بجهود الأهالي والجهات الحكومية.
تُعد الصديرة واحدة من القرى الهادئة التي تحتفظ بطابعها الريفي الأصيل، وتُشكل جزءًا من النسيج الاجتماعي والاقتصادي لمنطقة المدينة المنورة.